# Vertrag von Nasuh Pascha
Der Vertrag von Nasuh Pascha wurde zwischen dem Osmanischen Reich und dem von den Safawiden geführten Persien am 20. November 1612 unterzeichnet und beendete die 1. Phase des Osmanisch-Safawidischen Krieges von 1603–1618 mit einem Sieg der Safawiden. Der Hauptpunkt des Vertrags war die Zusicherung der persischen Oberhoheit über den gesamten Kaukasus.

## Hintergrund
Schah Abbas der Große von Persien musste 1590 durch den Vertrag von Konstantinopel weite Gebiete im Nordwesten des Iran und im Kaukasus an das Osmanische Reich abtreten. Nachdem Schah Abbas einige innere Probleme gelöst hatte, wollte er diese Gebiete zurückgewinnen. Den geeigneten Moment sah er 1603, als der 14-jährige Sultan Ahmed I. den osmanischen Thron bestieg und das Osmanische Reich in einen langen und kostspieligen Krieg gegen das Heilige Römische Reich verwickelt war, weiterhin gab es eine Reihe von Revolten in Anatolien – genannt Celali-Aufstände.

## Der Krieg
Schah Abbas und sein General Allahverdi Khan begannen in einem Überraschungsangriff die 1590 verlorenen Gebiete zurückzugewinnen. Das Osmanische Reich konnte eine Armee gegen Persien aufstellen, doch zwei Kommandeure (Serdars) starben in Diyarbakır im Winterlager der Armee eines natürlichen Todes: Cigalazade Yusuf Sinan Pascha im Jahr 1605 und Kuyucu Murad Pascha im Jahr 1611; der osmanischen Armee mangelte es danach an fähigen Befehlshabern. Schließlich erklärte sich Großwesir Nasuh Pascha (auch Damat Nasuh Pascha genannt) bereit, einen Vertrag zu unterzeichnen.

## Der Vertrag
Der Vertrag wurde am 20. November 1612 unterzeichnet; sein Name leitet sich untypischerweise nicht vom Ort der Unterzeichnung, sondern von einem der Unterzeichner ab.
Das Osmanische Reich gab alle durch den Vertrag von Konstantinopel von 1590 gewonnenen Gebiete zurück, darunter Schirwan, Dagestan, den größten Teil von Aserbaidschan, Kartli, Kachetien, Luristan und Chuzestan. Die 1555 im Frieden von Amasya gezogene Grenzlinie wurde als neue Grenze vereinbart.
Im Gegenzug verpflichtete sich Persien, einen jährlichen Tribut von 200 Ladungen (59.000 Kilogramm ) Seide zu liefern. Weiterhin wurde die Route der persischen Pilger zum Haddsch geändert und lief nun über Syrien statt über den Irak.

## Nachwirkungen
Dieser Vertrag war der erste, in dem das Osmanische Reich dem Verlust von Gebieten zustimmte. Der Vertrag war ein großer Erfolg für Abbas: Er vergrößerte sein Reich und auch das Prestige der Safawiden. Abbas weigerte sich jedoch, den Tribut zu zahlen. So ging der Osmanisch-Safawidischen Krieg 1615 in die zweite Runde.